# Distretto di Salcahuasi
Il distretto di Salcahuasi è uno dei sedici distretti della provincia di Tayacaja, in Perù. Si trova nella regione di Huancavelica e si estende su una superficie di 117.98 chilometri quadrati.